# Matthias Grünewald
Matthias Grünewald ali Mathis Gothart Nithart se je rodil v Würzburgu med letoma 1475 in 1480, 31. avgusta 1528 je umrl v kraju Halle ob reki Saale. Bil je nemški renesančni slikar religioznih del.

## Življenjepis
Podrobnosti iz njegovega življenja so precej nejasne glede na pomembnost, ki je je bil slikar deležen, ko je živel. Verjetno je bil rojen v Würzburgu okoli sedemdesetih let 15. stoletja. Njegovo ime naj ne bi bilo Grünewald, to naj bi bila napaka avtorja iz 17. stoletja Joachima von Sandrarta, ki naj bi ga zamenjal z drugim umetnikom. V starih dokumentih ga najdemo pod imenom Mathis der Maler in ve se, da je uporabljal dve imeni Gothart in Nithardt, njegov monogram pa je bil M.G.N. (Mathis Gothard Nithart). Kje in od koga se je naučil slikarstva, ni znano, njegovo delo pa razkriva, da je poznal slikarja Hansa Holbeina starejšega, Albrechta Dürerja, Lucasa Cranacha starejšega, Hansa Burgkmairja starejšega in Albrechta Altdorferja ter nizozemska in italijanska slikarska dela.
Okoli leta 1500 je verjetno živel v Seligenstadtu, od leta 1510 do 1525 pa je delal na dvoru v Porenju. Leta 1510 bi moral popraviti vodnjak na gradu Klopp v Bingnu ob Renu, zato je bil eden tako imenovanih umetniških ustvarjalcev vode (danes bi verjetno rekli hidravlični inženir). Kot glavni sodni uradnik je nadzoroval novogradnje in vodil obnovitvena dela na gradu Aschaffenburg, nekdanje stavba gradu Johannesburg. Kot veliko drugih umetnikov tedanjega časa se je ukvarjal z mnogimi dejavnostmi. Okoli leta 1516 je bil Grünewald dvorni slikar v službi novega nadškofa iz Mainza, Albrechta Brandenburškega. Odgovoren je bil za nadzor gradbenih projektov v kolegijski cerkvi Haibach Aschaffenburg.
Zaradi svojega verskega prepričanja, simpatiziral je s protestantizmom, je to delo zapustil leta 1525 in se naselil v Frankfurtu. Poleti 1527 se je preselil nazaj v svoje nekdanje mesto Halle, kjer je umrl leta 1528.

## Delo
Grünewaldovo slikarstvo ima obliko pozne gotike, vsebuje pa tudi prvine renesanse (poznavanje perspektive), zato je v literaturi uvrščen med renesančne slikarje severne Evrope. Njegov osebni slog se spogleduje z naturalizmom, dramatično obliko, ekspresijo likov, živimi barvami in svetlobo.
Na žalost je ohranjen le manjši del njegovih del. Samo deset slik in 35 risb je preživelo brodolom v Baltiku na poti na Švedsko kot vojni plen. Med njimi je bil tudi Isenheimski oltar (nastal med letoma 1512 in 1516). Danes ga hranijo v muzeju Unterlinden v Colmarju v (Franciji). 
Devet slik na dvanajstih ploščah je razporejenih na dvojnih krilih in omogočajo tri poglede (na odprtih in zaprtih krilih triptiha) glede na letni čas ali priložnost. Prvi pogled na zunanjih zaprtih krilih prikazuje križanje, obdajata ga sveti Sebastijan in sveti Anton, preddel prikazuje pokopavanje. Ko je odprt prvi del kril, so prikazani oznanjenje, koncert angelov (včasih ga razlagajo kot rojstvo eklezije), Marijino umivanje  Kristusa in vstajenje. Tretji pogled razkriva izklesan in pozlačen les ter oltarno sliko nemškega rezbarja Nicholasa de Hagenauerja z okronanim svetim Antonom na prestolu, obkroženega z leve s svetim Avguštinom in svetim Jeronimom, ki ima v rokah leva. Pod njimi so na oltarni mizi Kristus in 12 apostolov.

## Galerija
- Isenheimski oltar
- Devica Marija z detetom
- Razpelo iz Basla

## Drugi o slikarju
Skladatelj Paul Hindemith (1895–1963) je napisal simfonijo in opero z naslovom Slikar Mathis (Mathis der Maler), katere osrednja tema je  vloga umetnika v družbi. Nastala je po resničnih dogodkih, posebna pozornost pa je namenjena slikarju Matthiasu Grünewaldu. Slikar v nekem obdobju dvomi o smislu svojega ustvarjanja, opusti slikanje, priključi se zatiranim kmetom, vendar končno ugotovi, da je vendarle slikanje njegovo poslanstvo. Tedaj ustvari svojo največjo mojstrovino, krilni oltar v samostanski cerkvi svetega Antona v Isenheimu.